# Dorfkirche Hohen Neuendorf
Die Dorfkirche in Hohen Neuendorf befindet sich in der Berliner Straße 40 und ist ein Kirchengebäude der Evangelischen Kirche Berlin-Brandenburg. Neben dem Wasserturm ist sie eine Höhendominante des Ortes.
Das Kirchengebäude wurde von 1907 bis 1909 im Zuge der deutschen Dorfkirchenbewegung gebaut, 1909 eingeweiht und steht seit 1998 unter Denkmalschutz.

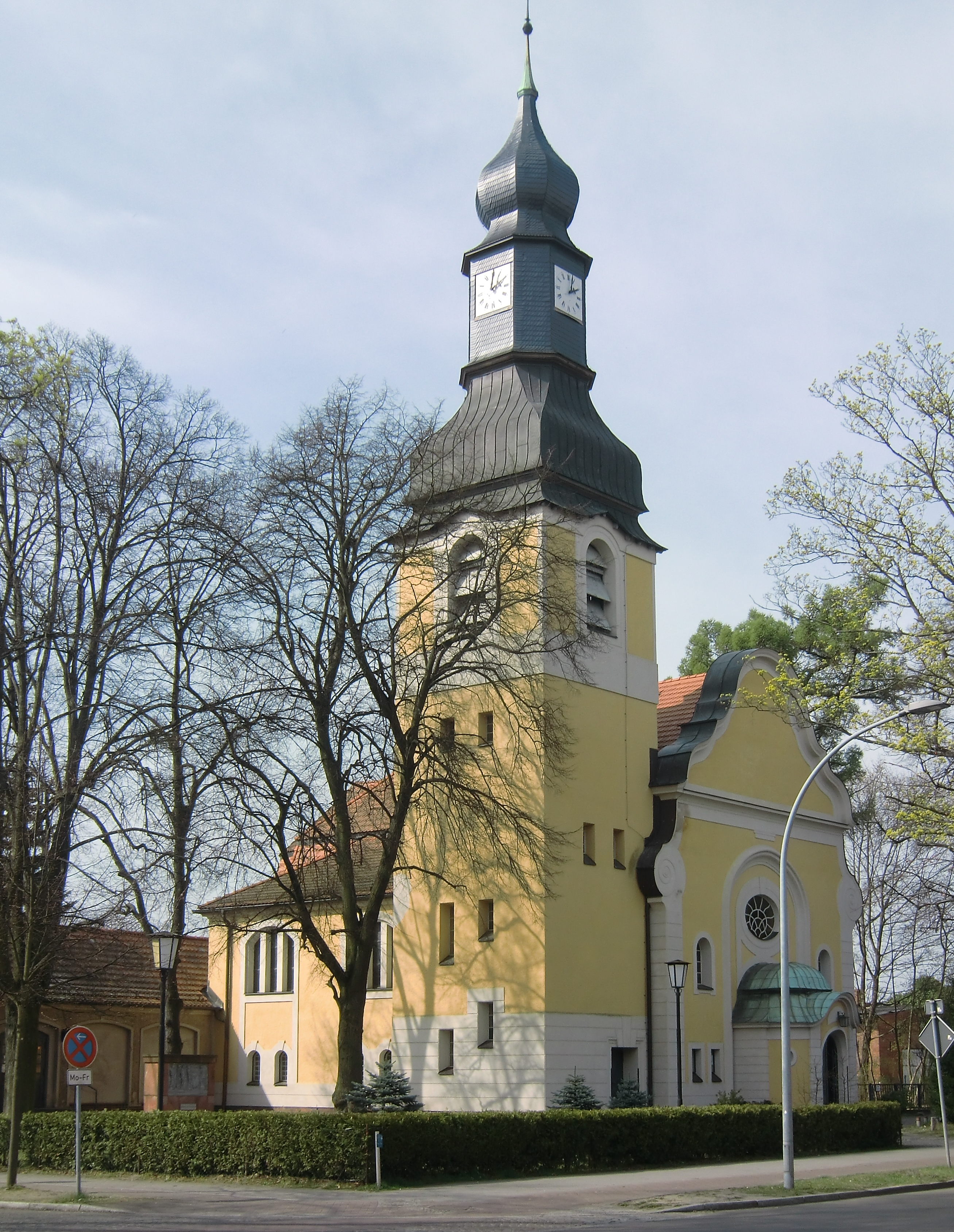
Dorfkirche Hohen Neuendorf

## Geschichte
Bis zum Bau der Kirche Hohen Neuendorf war kein Vorgängerbau bekannt. Bei Bauarbeiten des Reichsbahn-Außenrings wurden jedoch im Jahre 1953 Reste einer alten Kirche aus dem ausgehenden Mittelalter gefunden. Da bei der politischen Führung in der DDR kein Interesse an der Kirchengeschichte bestand, wurden diese Artefakte zugeschüttet und überbaut. Der Fundort ist nicht archäologisch dokumentiert.
Seit 1847 versuchten die Einwohner in Hohen Neuendorf eine eigene Kirche zu etablieren. Zunächst genehmigte die preußische Regierung im Jahr 1896 eine Hilfspredigerstelle. Am 15. Januar 1898 schenkte der Bauer Hornemann der evangelischen Gemeinde im Ort ein Baugrundstück mit der Auflage, innerhalb von zehn Jahren dort ein Kirchengebäude zu errichten. Der gegründete Kirchenbauverein sammelte die notwendigen Finanzmittel von insgesamt rund 50.000 Mark, von denen 15.000 aus Kleinspenden, 20.000 von der Gemeindevertretung, 10.000 vom kurmärkischen Ämterkirchenfonds und 5.000 vom Oberkirchenrat stammten.
Die Planungsunterlagen für das Gotteshaus im Heimatschutzstil mit Neobarockelementen an der Fassade (sogenannter Putzbarock) und mit romanisierender Apsis erstellte der königliche Baurat Georg Büttner und setzte sich mit seinem Entwurf gegen einen neuromanischen Entwurf mit Rüdersdorfer Kalkstein von Ludwig von Tiedemann durch. Büttner, ein Verfechter der Dorfkirchenbewegung, hatte auch die Bauleitung. Von Tiedemann wurde an der Bauausführung beteiligt.
Die Grundsteinlegung erfolgte am 26. September 1907 im Beisein des Generalsuperintendenten von Berlin, Oberkonsistorialrat Probst D. Faber. Der Grundstein enthält einen verlöteten kupfernen Dokumentenkasten mit der Stiftungsurkunde, einem kurzen Geschichtsabriss von Hohen Neuendorf, den Sammellisten des Kirchenbauvereins, den Programmen der Feierlichkeiten, einem Exemplar der Annalen, einem Adressbuch, einer Kollektion Reichsmünzen und dem Plan der Hohen Neuendorfer Ortsvereine.
Der Turmkopf wurde am 18. Juni 1908 gesetzt. In ihm ruht eine Schatulle mit einer von Pfarrer Lehmann verfassten Urkunde, einer kurzen Darstellung des Kirchenbaus, einem Abriss der Geschichte von Hohen Neuendorf, einem Programm der Grundsteinlegungsfeier und Berliner Ortszeitungen.
Am 21. Februar 1909 konnte die evangelische Kirchengemeinde Hohen Neuendorf die Einweihung ihres neuen Kirchengebäudes feiern. Das Gebäude diente als Simultankirche und stand den Katholiken des Ortes für den Gottesdienst zur Verfügung, erst ab den 1930er Jahren baute sich die katholische Gemeinde ein eigenes Gotteshaus im Ort.
Im Jahr 1935 wurden das Pfarrhaus und das Gemeindehaus gebaut. Im selben Jahr wurde auf das gesamte Kirchengebäude Rauputz aufgetragen und die ursprünglich reichlich eklektizistisch-ländlich verzierte Fassade überdeckt. Im Zuge dieser Arbeiten wurden die vollflächigen floral-ornamentalen Wandmalereien der Apsis mit weißer Latexfarbe übermalt.
Nach 1956 wurden die letzten Reste der verzierten Fassade (z. B. ein großes Kreuz über dem Portal, das zur Straße zeigte) verputzt.
Im Kirchturm ist seit 1998 eine T-Mobile-Antenne eingebaut, da er als Höhendominante eine gute Abdeckung des Stadtgebietes gewährt.
Zu Beginn des 21. Jahrhunderts fand eine umfangreiche Sanierung und Restaurierung des Bauwerks unter Leitung des Gemeindekirchenrats und Bauingenieurs Wolfgang Scheibe statt. Die Kosten für die Renovierung aus Anlass der 100-Jahr-Feier betrugen 285.000 Euro. Davon stellte die evangelische Kirche 100.000 Euro über einen Kredit bereit, weitere Beträge kamen aus Spenden, aus dem Haushalt der Stadt und aus der Partnergemeinde in Müllheim.

## Baubeschreibung
Das Kirchengebäude ist ein rechteckiger, verputzter Ziegelbau, der als Saalkirche errichtet wurde. Aus städtebaulichen Gründen wurde auf eine Ostung verzichtet, stattdessen sind der Kirchturm und das Eingangsportal parallel zu der vorbeiführenden Straße orientiert.

„Bei der Stellung der Kirche war darauf Rücksicht zu nehmen, dass die Kirche von den Hauptzugangswegen gut sichtbar war […]“

Die Apsis ist dadurch auf der Südwestseite angegliedert. Der mächtige Kirchturm befindet sich an der südöstlichen Seite.
Im Kirchenschiff, das von einem Tonnengewölbe überwölbt wird, haben rund 500 Besucher Platz. Das Tonnengewölbe ist mit einer kassettierten Holzkonstruktion architektonisch gegliedert und mit zwei Spannriegeln unterteilt. Ein mit Dachziegeln gedecktes Satteldach ruht auf dieser Gewölbekonstruktion. Als Hauptzugang dient ein rundbogiges Portal  mit kupferner Bedachung auf der Ostseite.
Der im Grundriss quadratische Zwiebelturm an der südöstlichen Seite des Kirchengebäudes ist 40 Meter hoch. Er trägt drei Glocken und an jeder Seite eine Uhr. Eine geschweifte, mit Schiefer gedeckte Haube trägt eine achtseitige, verschieferte Laterne. Eine Kugel und ein Kreuz schließen ihn ab.
Die Fassadenfarbgestaltung erfolgte auf den Flächen in Maria-Theresien- oder Schönbrunner Gelb genannten Farbton, die architektonischen Gliederungselemente sind weiß gehalten.

## Ausstattung

### Chor und Apsis

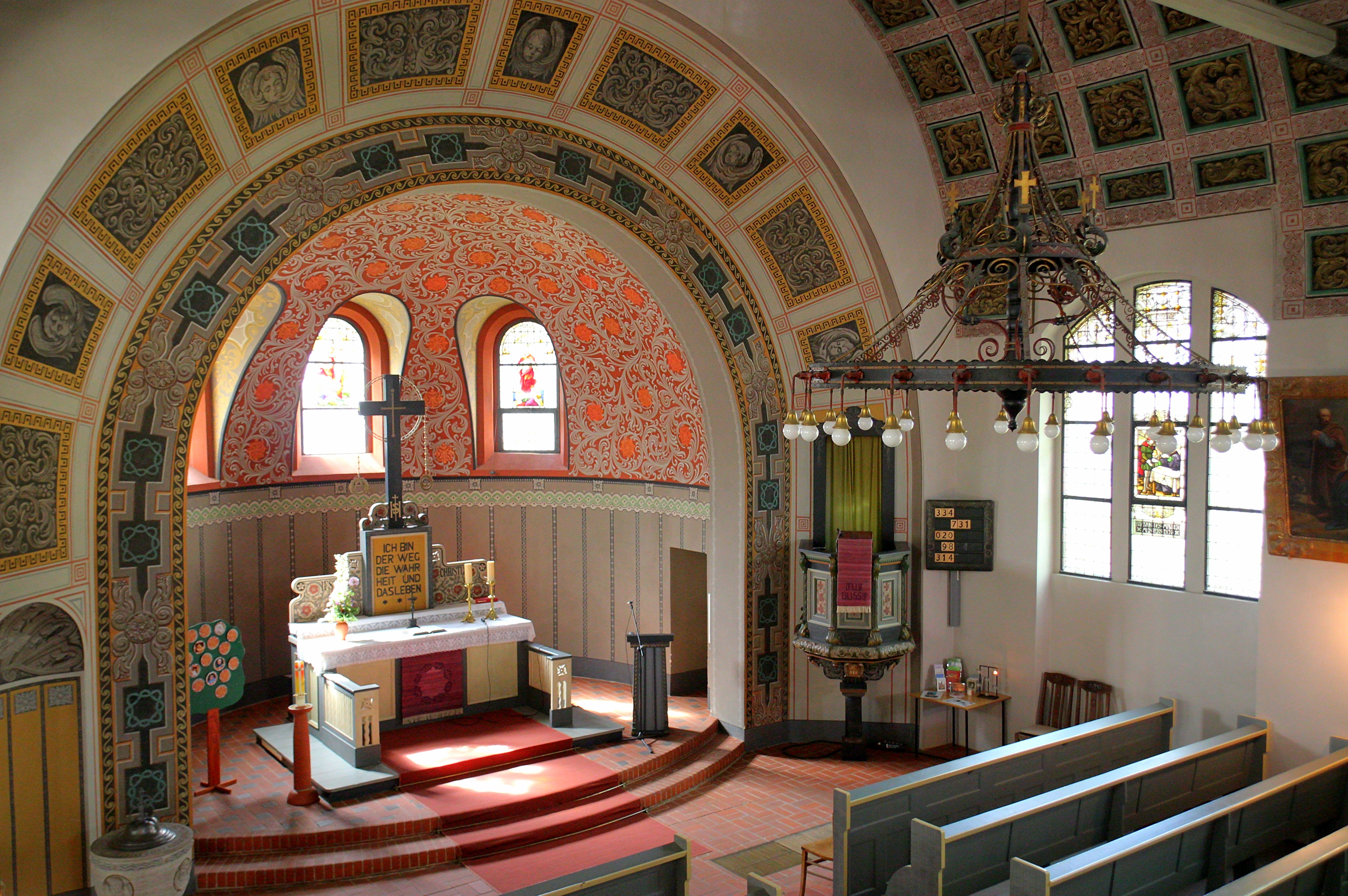
Apsis und Chor, mit Taufbecken, Altar und Kanzel

Die Apsis wird über zwei Stufen betreten. Das Halbkuppelgewölbe im südwestlich gelegenen Chor trägt seit der Renovierung im Jahr 2009 wieder eine vollflächige floral-ornamentale Wandmalerei, die die Malerfirma Jacob aus Ketzür unter einer einfarbigen Latexbemalung freilegte und restaurierte. Das Licht fällt durch drei rundbogige Buntglasfenster ein, deren Laibungen mit senkrechten Strichen holzähnlich verziert sind.
In gleicher Art ist das Paneel des Altarraumes gestaltet. Helle gemalte Girlanden umranden die Altarnische. Der Triumphbogen erhielt eine Kassettenbemalung mit aufwendiger Zierfüllung.

### Altar
Der Altarbereich wird über eine weitere Stufe betreten. Er stammt aus der Bauzeit der Kirche, besteht aus Holz und hat rechts und links eine Schranke. Geschmückt wird er von zwei Messingleuchtern, die einst Rentier Hoppe stiftete.
Der ursprüngliche Altarteppich, der ein Geschenk des Kirchengemeinderates Birkenwerder war, wurde im Jahre 1920 gestohlen. Die in Eigenfertigung hergestellte und mit kunstvollen Stickereien versehene Altardecke stammt ebenfalls aus der Bauzeit der Kirche und wurde von Frau Kunze aus Hohen Neuendorf geschaffen.
Das Retabel des Altars ist ebenfalls aus Holz, besteht aus drei Teilen und wird von einem hoch aufragenden Kruzifix gekrönt.
Im rechteckigen, ebenfalls in Schönbrunner Gelb gehaltenen Mittelfeld, steht der Spruch aus dem Johannes-Evangelium „Ich bin der Weg die Wahrheit und das Leben“ (Johannes 14,6 ). Direkt darüber sind die Initialen IHS in goldenen Lettern gemalt. Ein Kreis, der symbolisch für den Erdball steht, umschließt die Vierung des Kreuzes im oberen Bereich. In der Vierung wiederholt sich das Symbol des Kreuzes.

### Emporen

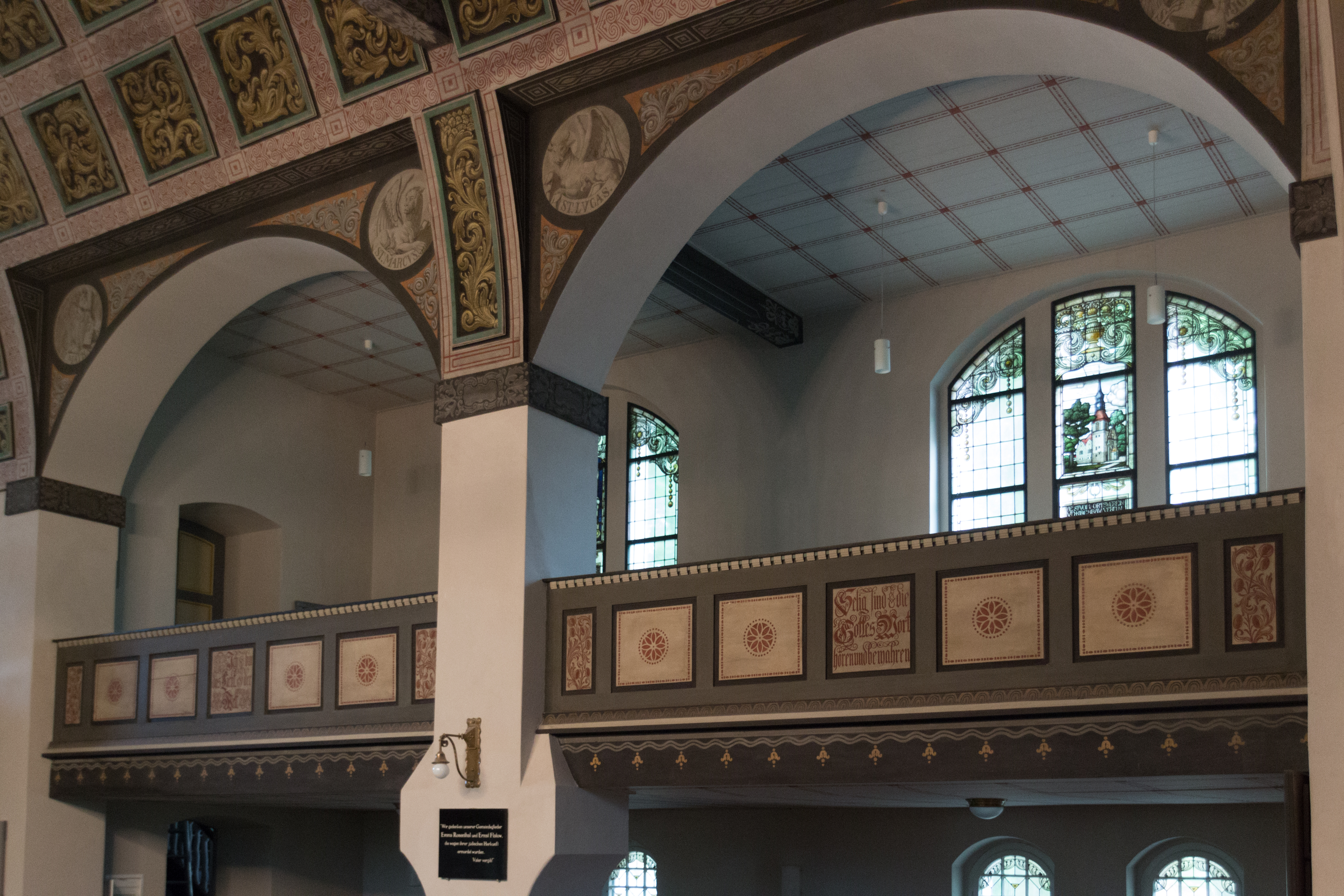
Südöstliche Empore

Auf der Nordostempore, die vom Kirchenchor mit 25 Mitgliedern und dem Bläserchor mit 20 Mitgliedern gleichzeitig benutzt werden kann, steht die Orgel. Diese Empore ist in den Raum des Kirchenschiffes hineingeschwungen um den Chören mehr Platz zu bieten. In der Mitte der Brüstung steht der Spruch aus dem Lukas-Evangelium „Ehre sei Gott in der Höhe Friede auf Erden und den Menschen ein Wohlgefallen“ (Lukas 2,14 ). Flankiert wird dieser Spruch von zwei Engeln. Links davon steht in roten Lettern der Psalm „Jauchzet dem Herrn in aller Welt“ (Psalm 98,4 ) und rechts davon der Psalm „Lobe den Herrn meine Seele“ (Psalm 103,2 ).
Eine weitere, südöstlich gelegene Empore bietet Platz für weitere 50 Besucher der Kirche. Auf ihren beiden Bögen sind die vier Symbole der Evangelisten gemalt.
In der Mitte der linken Seite der Brüstung steht der Bibelspruch „Ich bin das Licht der Welt“ (Johannes 8,12 ) und in der Mitte der rechten Seite „Selig sind die Gottes Wort hören und bewahren“ (Lukas 11,28 ).
Unterhalb der Brüstung hängt eine Gedenktafel für die ehemaligen judenchristlichen Gemeindemitglieder Emma Rosenthal und den Pfarrer Ernst Flatow, die durch die nationalsozialistische Verfolgung zu Tode kamen.

### Kronleuchter

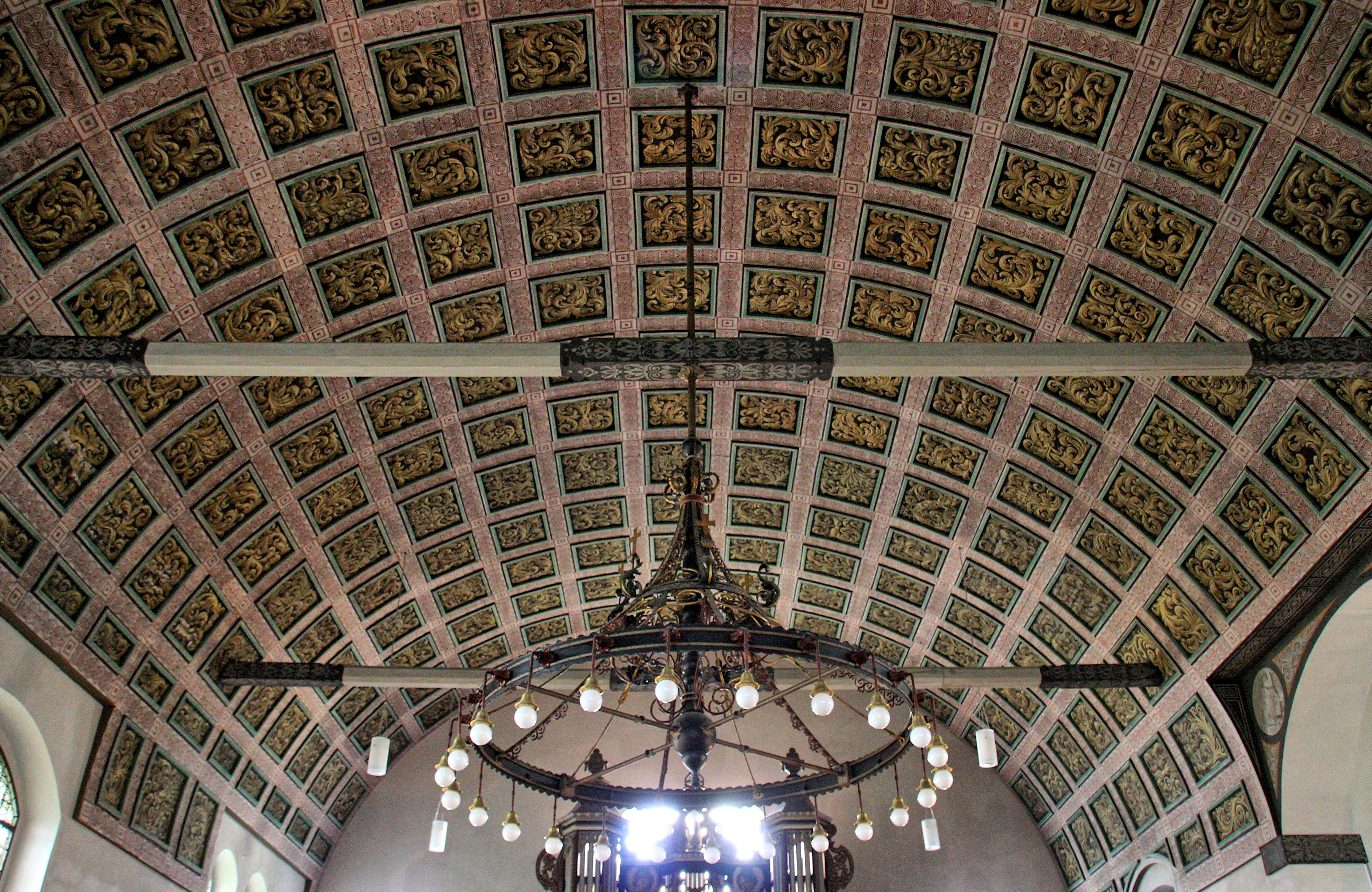
Kassettendecke mit den 2 Spannriegeln und Kronleuchter

Mittig im Kirchenschiff, unter einem Spannriegel, hängt ein schmiedeeiserner Kronleuchter, der seit der Renovierung im Jahre 2009 mit 24 dimmbaren hängenden Leuchten bestückt ist, die ihr Licht fast ausschließlich nach unten abstrahlen. Er ist ein Geschenk des Berliner Kunstschlossermeisters Ottomar Holdefleiss aus der Bauzeit der Kirche und wurde ursprünglich mit Gas betrieben. Die Versorgungsleitung durchbricht einen der Spannriegel.
Die 24 Leuchtmittel, die ein warmweißes Licht ausstrahlen, werden von goldenen Sockeln gehalten, die mit roten, floralen Elementen seitlich am Leuchter befestigt sind. Der Leuchter hat das Aussehen eines Wagenrades mit zwei Speichen. Über dem großen Kranz befindet sich mit etwas Abstand ein weiteres Rad, das alle Halteelemente des unteren Rades zusammenfasst. Darauf stehen acht goldene Kreuze, die in die vier Himmelsrichtungen ausgerichtet sind. Der gesamte Leuchter ist reich mit goldenen, roten und metallfarbenen Blumenmustern verziert.

### Kanzel

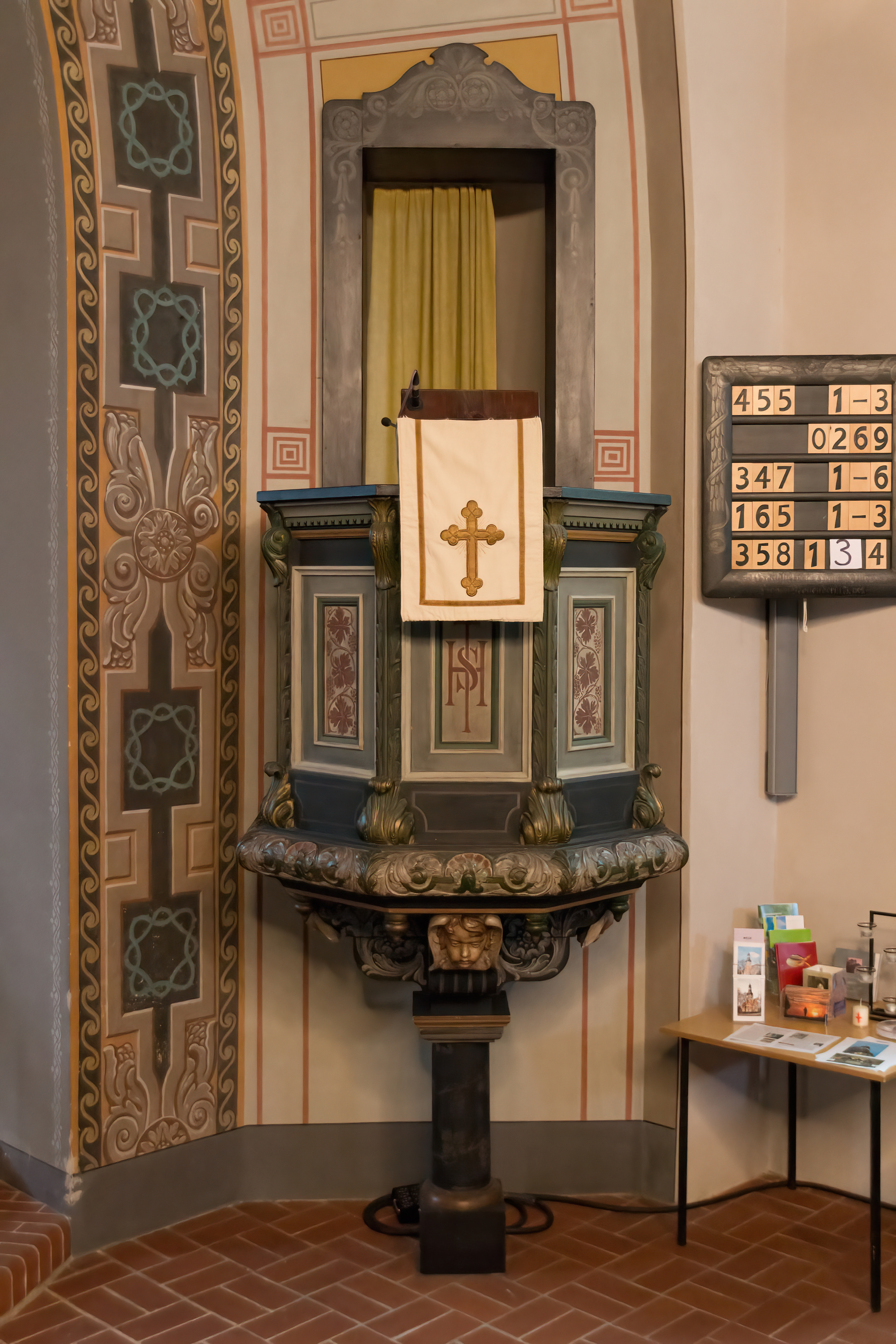
Kanzel

Rechts neben dem Altar, in der westlichen Ecke des Kirchenschiffs, befindet sich die hölzerne, in grünen Farben gehaltene, mit neobarocken Schnitzereien versehene Kanzel. Der polygonale Korb stützt sich auf drei Engelsköpfe, der in einen Pfosten aus Holz übergeht. Die seitlichen Brüstungsfelder enthalten rot-weiße Blumenmuster, auf dem vorderen Brüstungsfeld sind die Initialen IHS gemalt. Der Zugang zur Kanzel befindet sich auf der rechten Seite der Apsis, es müssen sieben Stufen bis zur Kanzel erklommen werden. Eine Inschrift auf der Rückseite besagt, dass die Evangelische Frauenhilfe 1500 M stiftete.

### Taufbecken

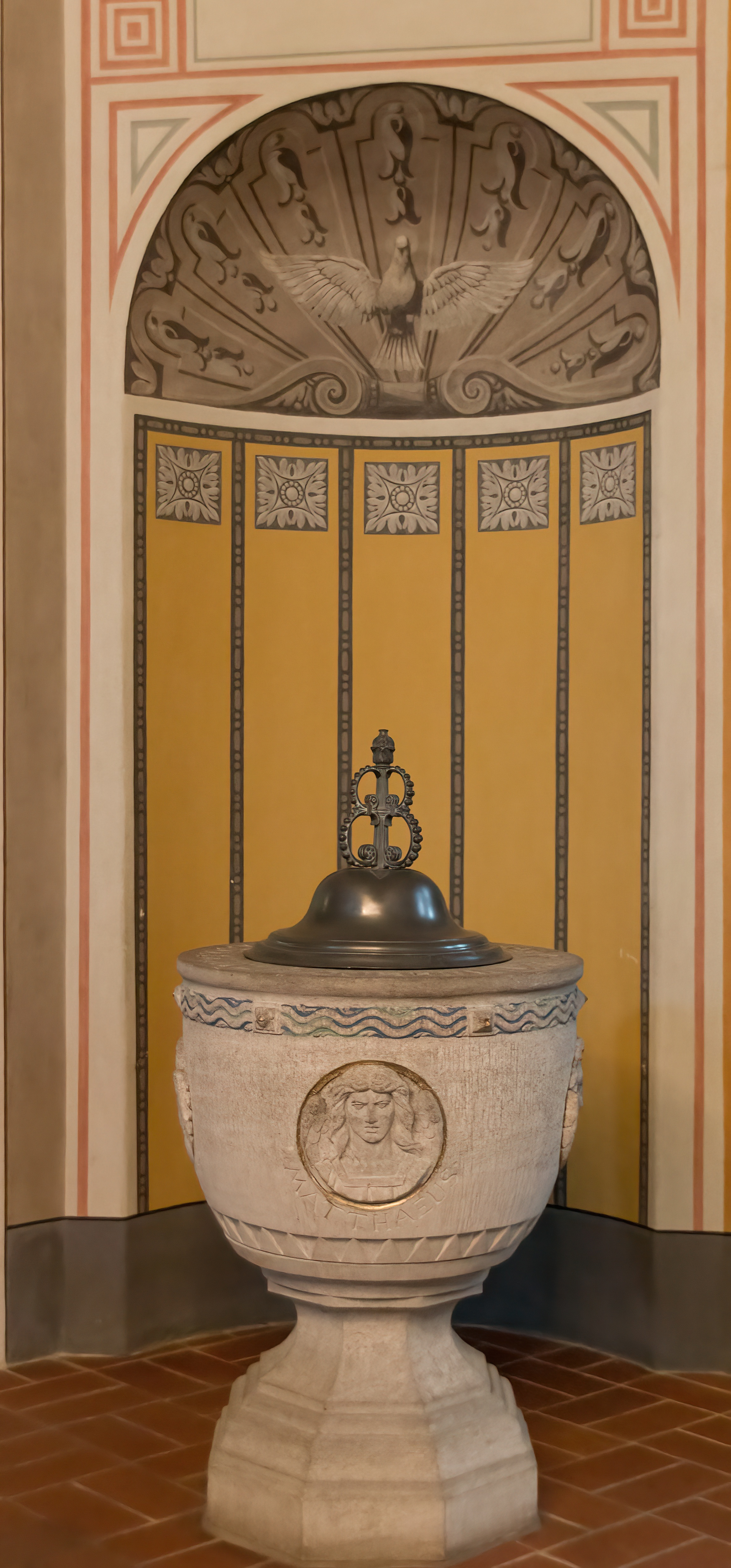
Taufnische und Taufbecken mit aufgesetzter Kuppa

Links neben dem Altar in einer halbrunden Nische steht das Taufbecken aus Sandstein. Die Nische ist ebenfalls in Schönbrunner Gelb mit floralen Mustern gehalten, im oberen Bereich ist als Symbol des Heiligen Geistes eine weißgraue Taube gemalt. Der Hintergrund im oberen Bereich ist in schlichtem Grau mit Blumenmustern gehalten. Das Taufbecken hat eine schlichte runde Kuppa aus Metall in Glockenform und trägt an den vier Seiten die Evangelistensymbole mit ihren in den Stein gravierten Namen, die nach den vier Himmelsrichtungen ausgerichtet sind. Der Evangelist Matthaeus schaut nach Norden, der Stier des Lukas nach Süden, der Adler des Johannes nach Osten und der Löwe des Markus nach Westen. Laut Inschrift wurde das Taufbecken von der Familie Kupper gestiftet.

### Ölgemälde

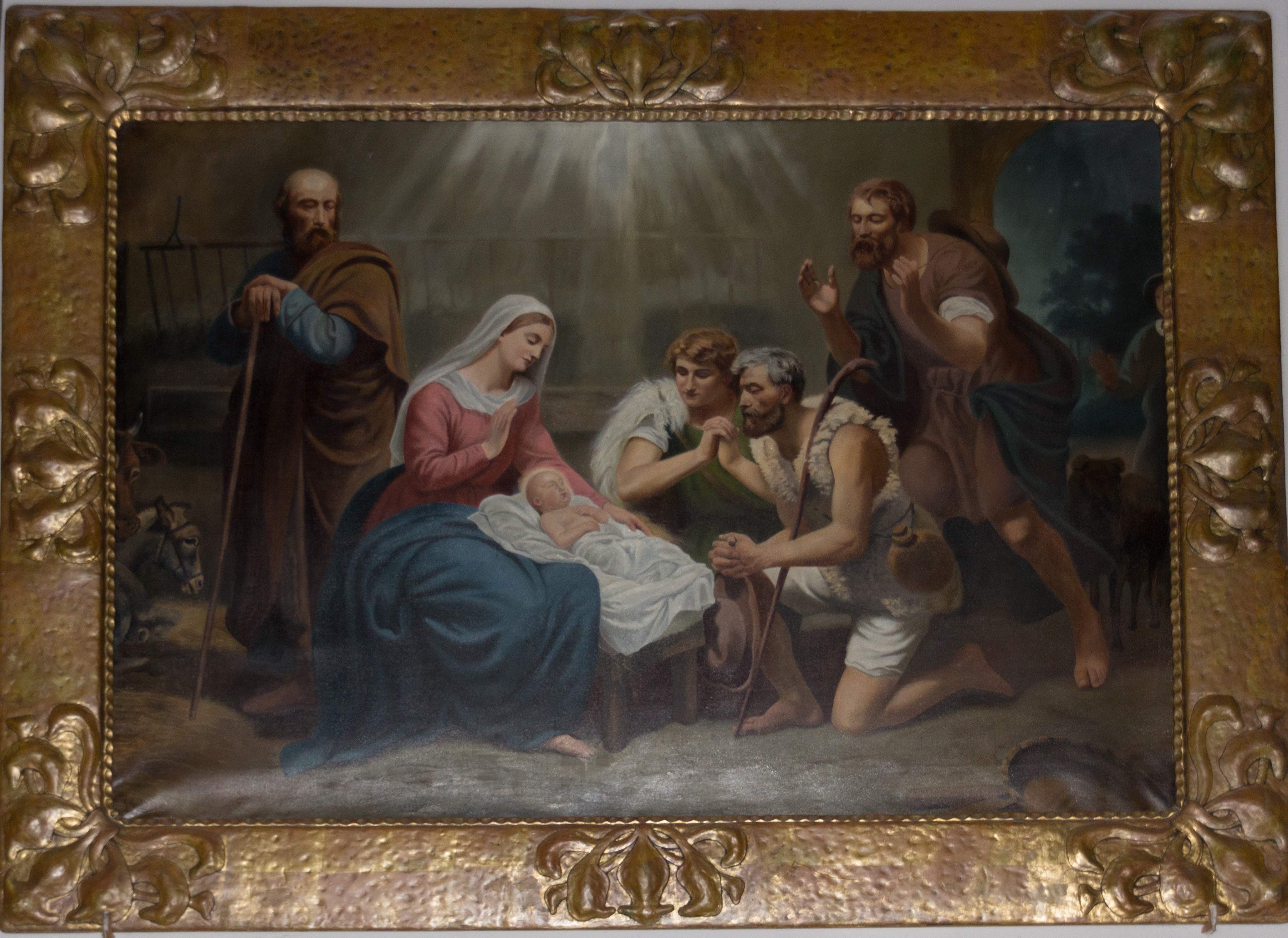
Ölgemälde Die Anbetung der Hirten

Rechts von der Kanzel, an der Nordwestseite des Gebäudes zwischen den beiden Fenstern, hängt das Ölgemälde Die Anbetung der Hirten mit einem goldenen Rahmen. Es ist ins Kirchenschiff geneigt, um Reflexionen des Kronleuchter auszuschließen. Frau A. Koch († 1910) malte das Bild 1902 oder 1905 und schenkte es der Kirchengemeinde. Bis zum Bau der Kirche hing es im Betsaal der Schule als Altarbild.
Es zeigt das Jesuskind mit Heiligenschein in einem zur Wiege umfunktionierten mit unschuldig weißem Tuch ausgekleideten Futtertrog, neben dem Maria sitzt. Hinter ihr steht Josef, der in einen braunen Mantel gehüllt ist und sich auf einen Stab stützt. Vor ihnen knien zwei in Schaffelle gekleidete Hirten mit gefalteten Händen. Ein dritter Hirte mit braunem Mantel und Hut fällt auf die Knie und faltet die Hände. An der linken Seite des Ölgemäldes sind ein Ochse und ein Esel zu sehen, wodurch das Bild der Krippe vervollkommnet wird. Über allem strahlt der Heilige Geist von der oberen Mitte des Bildes.

### Liedanzeiger
Die Liedanzeiger befinden sich rechts und links vom Altar. Der rechte hängt direkt neben der Kanzel und wurde laut Inschrift von Frau Otto im Jahre 1909 gespendet. Der linke ist auf derselben Höhe angebracht, befindet sich neben der Taufnische und wurde im Jahre 1909 von Frau Wagener gestiftet.

## Fenster
Die Bleiglasfenster, die mit Glasmalereien geschmückt sind, wurden von Rudolf Linnemann in Frankfurt am Main gestaltet und von den Bürgern Hohen Neuendorfs gestiftet. Unter den Fensterbildern stehen die Namen der Stifter.

### Chorfenster

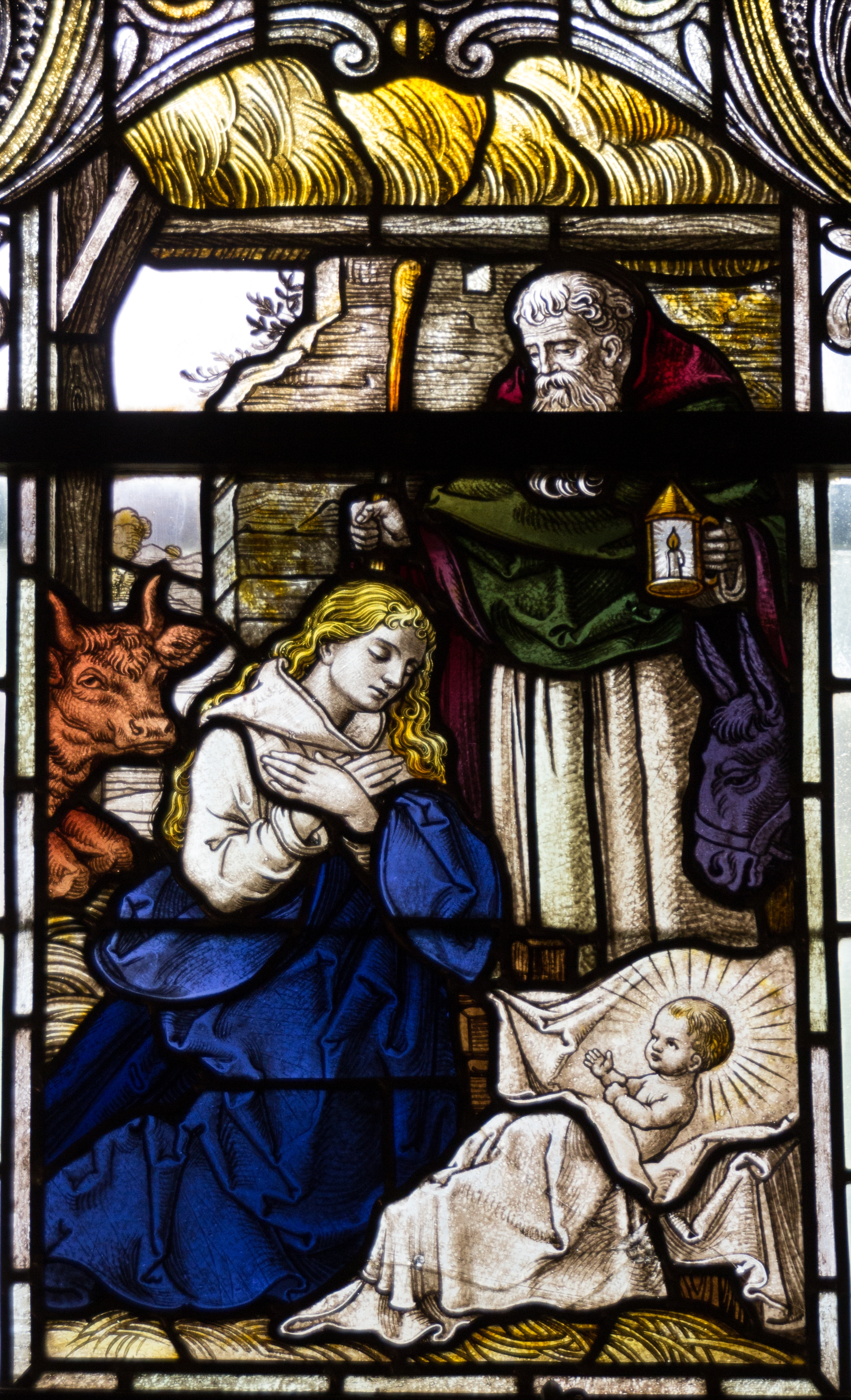
Geburt Jesu
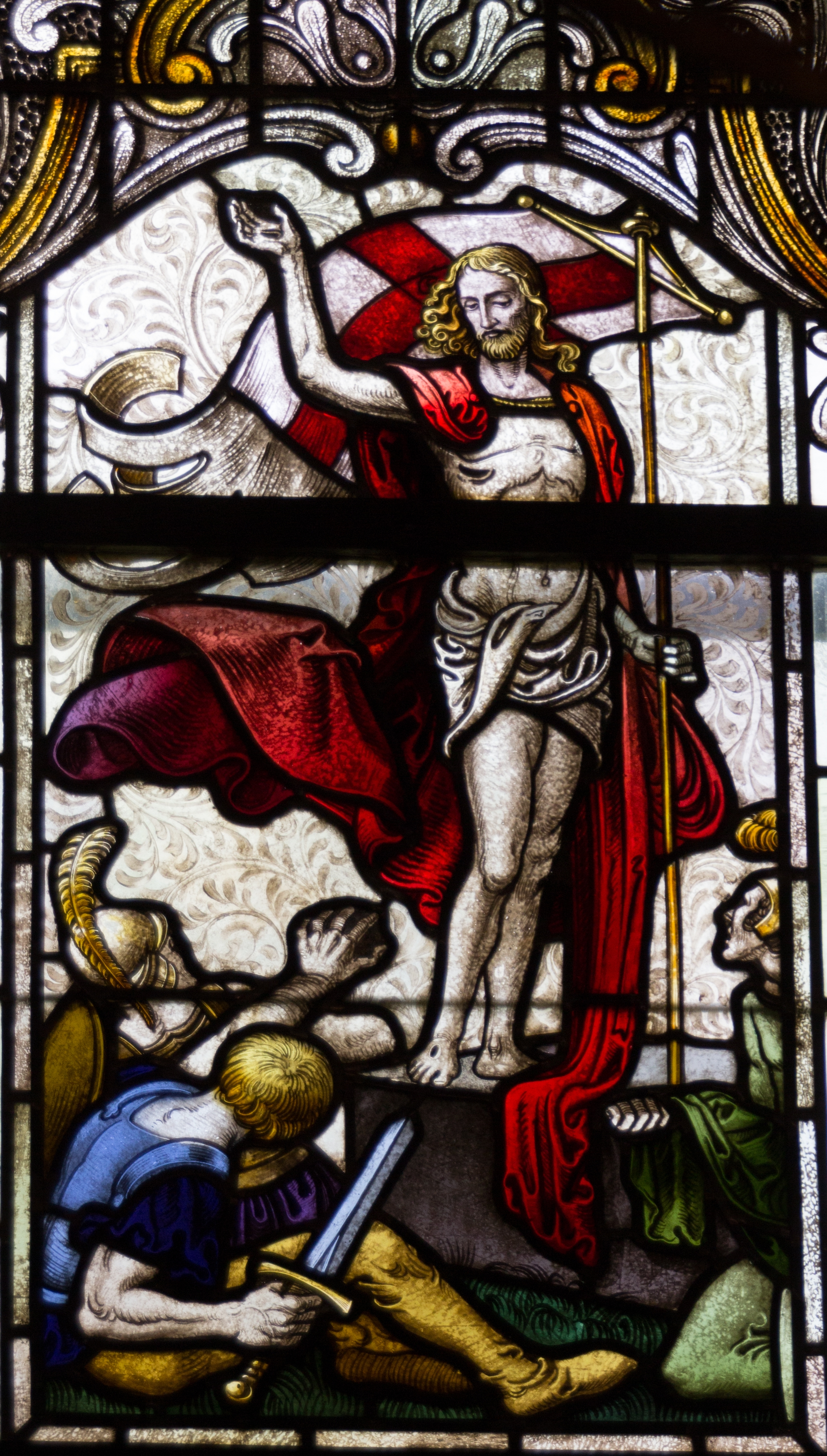
Auferstehung
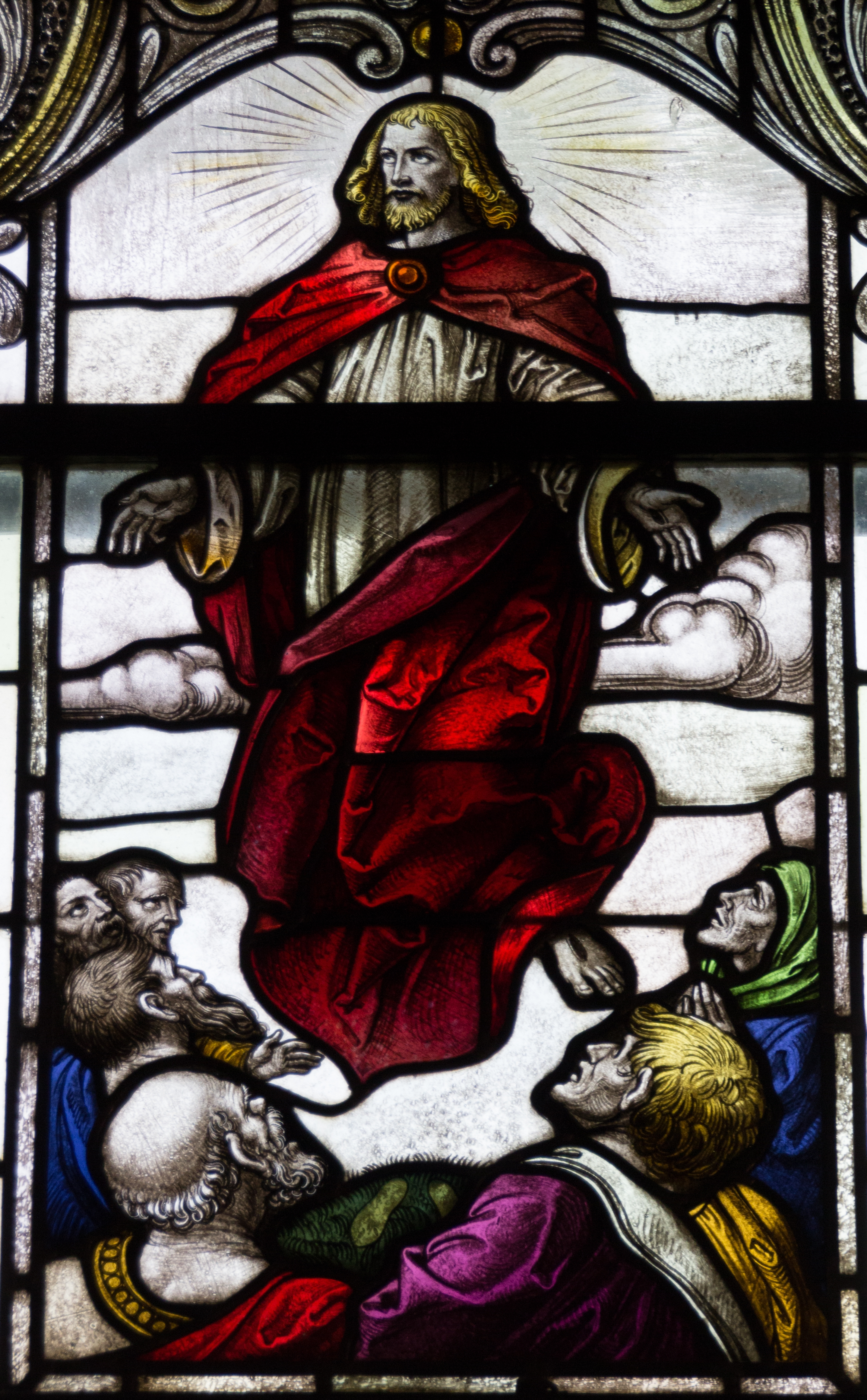
Himmelfahrt

Das Fenster auf der linken Seite der Apsis mit Maria, Joseph und dem in eine Decke gehüllten Jesuskind zeigt die Geburt und wurde von Gossen gestiftet.
- Auferstehung

Dieses Bild zeigt den Erlöser bei der Auferstehung und wurde von Clessen und Issing gestiftet. Der auferstandene Jesus trägt eine Siegesfahne in der Hand und  weist mit der anderen gen Himmel. Drei verängstigte Wächter hocken am Boden, Schwerter in der Hand haltend. Das Fenster in der Mitte der Apsis  wird vom Altarkreuz verdeckt.
- Himmelfahrt

Dieses Bild auf der rechten Seite der Apsis zeigt Jesus mit einem roten Umhang vor sechs Jüngern bei der Himmelfahrt und wurde von Brandt und Dahme gestiftet.
- Geburt Jesu
- Auferstehung
- Himmelfahrt

### Langhausfenster
- Gleichnis von der kostbaren Perle

Das Bild links an der nordwestlichen Seite des Gebäudes zeigt einen Kaufmann, der von einem Mann eine Perle entgegennimmt, in der Absicht sie zu begutachten und zu erwerben. Gestiftet wurde es vom Maurermeister Iden und soll sowohl das Gleichnis von der kostbaren Perle (Matthäus 13,45-46 ) als auch den Gewerbefleiß darstellen.
- Gleichnis vom Sämann

Das Bild rechts an der nordwestlichen Seite des Gebäudes zeigt einen Bauern bei der Aussaat. Während er mit der rechten Hand sät, greift die linke bereits die nächsten Körner. Gestiftet wurde es vom Gemeindevorsteher Wildberg. Es soll einerseits das Gleichnis vom vierfachen Ackerfeld (Markus 4,1-20 ) (Matthäus 13,1-20 ) (Lukas 8,4-15 ), andererseits den wichtigen Erwerbszweig Ackerbau darstellen.

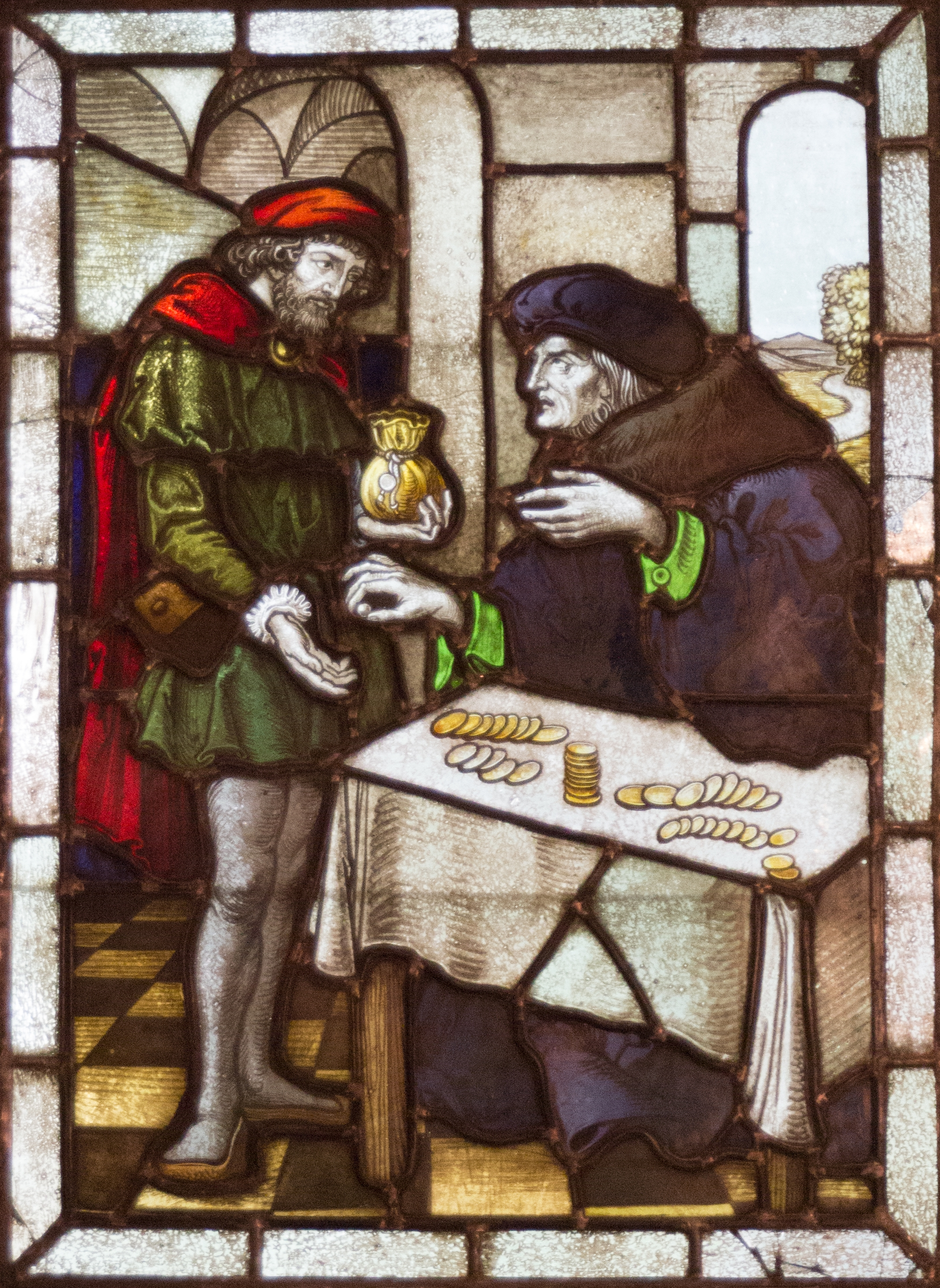
Gleichnis von der kostbaren Perle
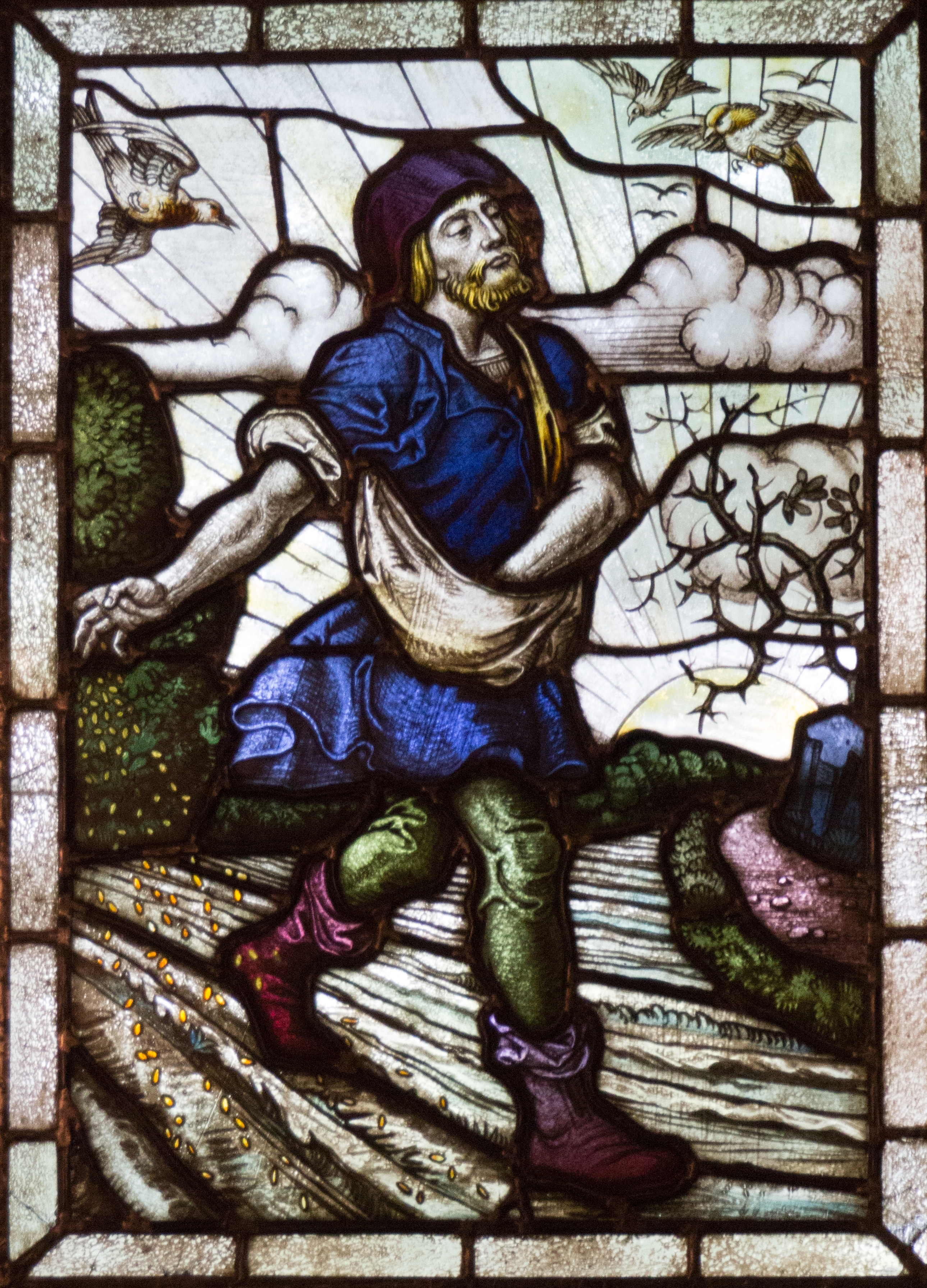
Gleichnis vom Sämann

- Kirche

Das Bild auf der rechten Seite der südöstlichen Empore zeigt die Kirche im Jahre 1909. Sehr gut zu erkennen sind das nicht mehr vorhandene große Kreuz über dem Portal und die roten Ziegel des Kirchturmes über der Glockenstube. Gestiftet wurde das Bild vom Ortsverein und Kirchenbauverein Hohen Neuendorf.
- Vereine

Das Bild auf der linken Seite der südöstlichen Empore zeigt die Wappen der sieben Vereine, die dieses Fenster gestiftet haben (Gesangsverein Fichtenhain, Schützengilde, Sanitätskolonne, Turnverein, Kriegerverein, Feuerwehr und Kirchenchor).

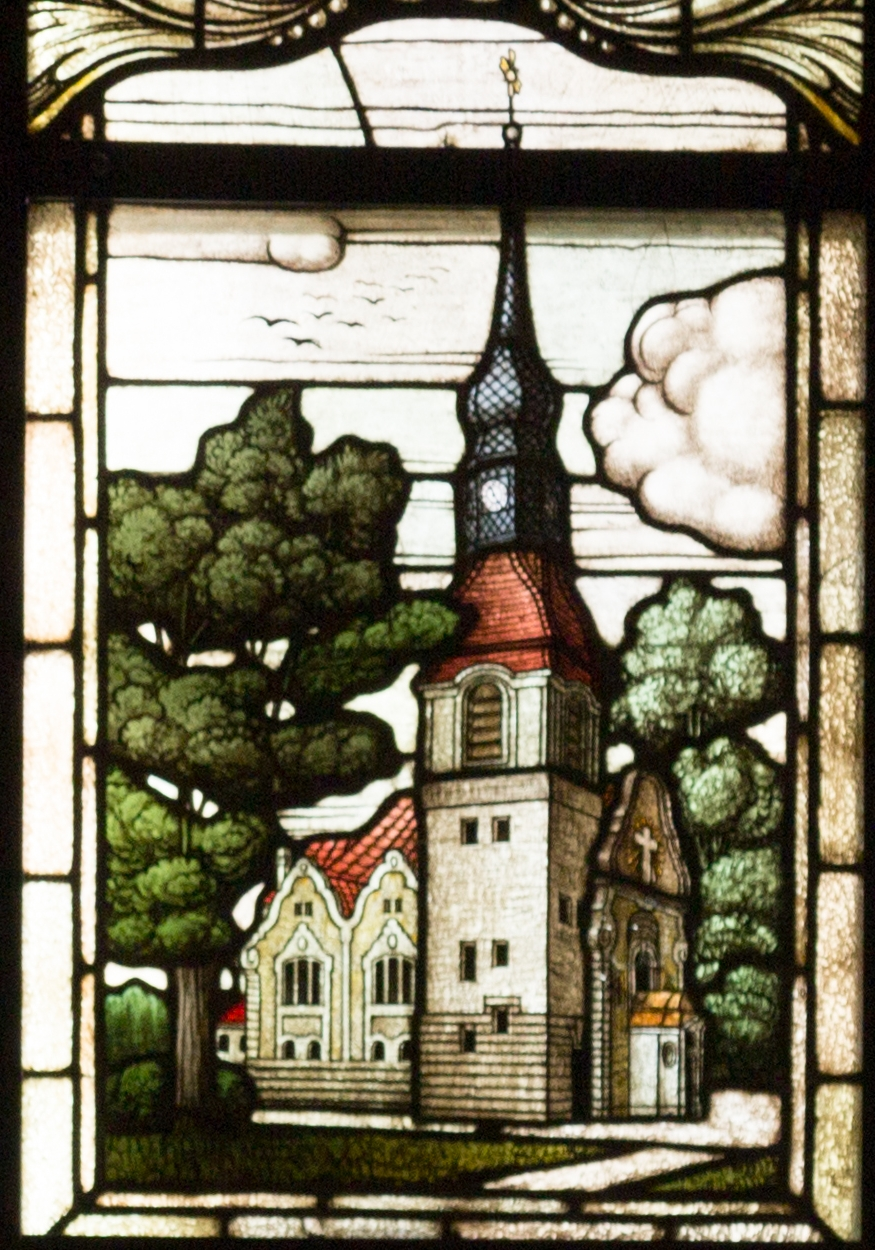
Kirche Hohen Neuendorf
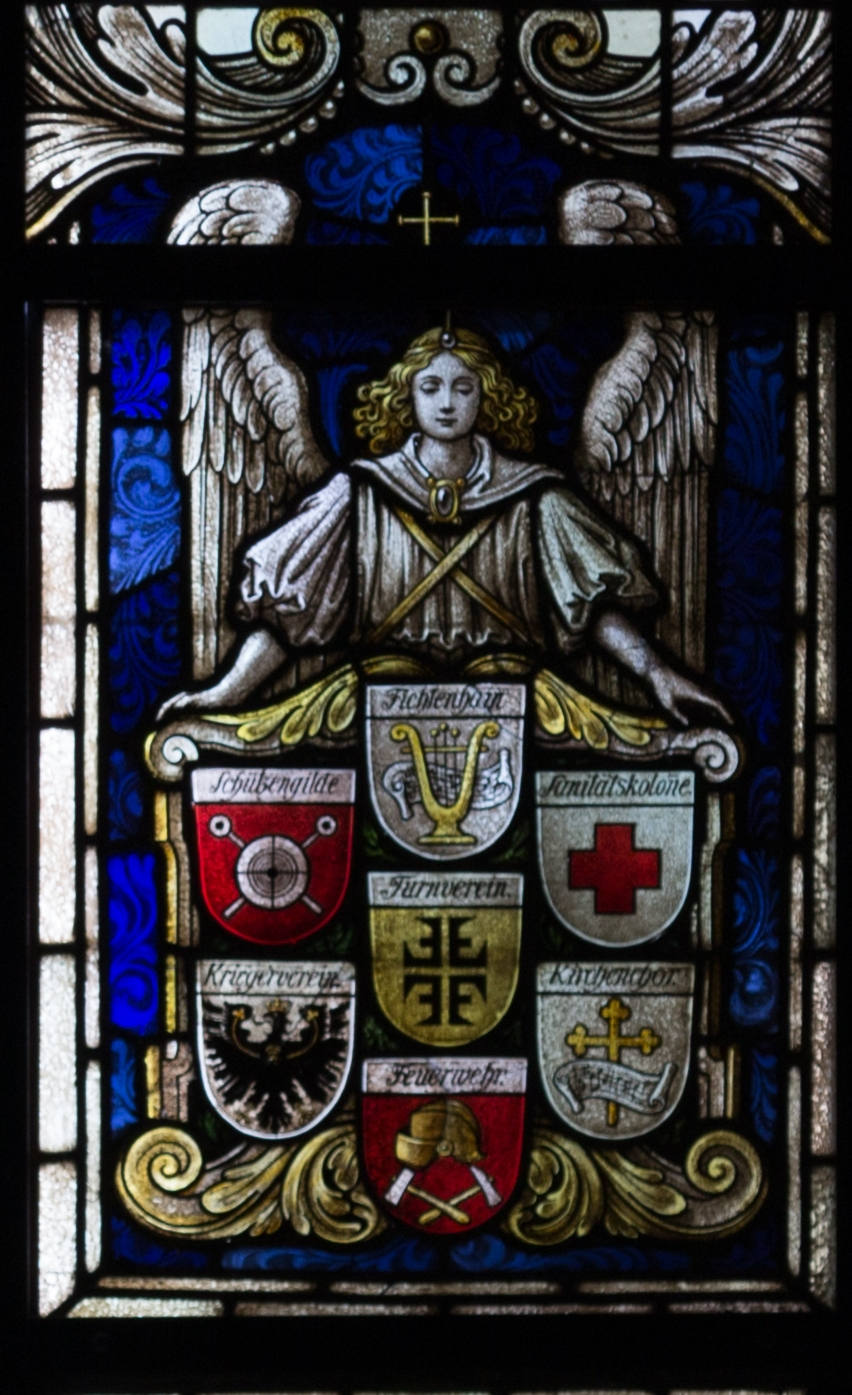
Vereine von Hohen Neuendorf

## Orgel
Die Grüneberg-Orgel stammt aus der Bauzeit der Kirche und wurde von der Orgelbaufirma Felix Grüneberg für den Preis von 2742 Mark (kaufkraftbereinigt in heutiger Währung: rund 20.000 Euro) in Stettin gebaut.
Sie besitzt acht Register, spielbar über zwei Manuale und Pedal, eine pneumatische Traktur und einen neobarocken Prospekt.
Bis zu ihrem Umbau 1941 hatte sie folgende Disposition:
| I. Manual |           |    |
| 1.        | Prinzipal | 8′ |
| 2.        | Gambe     | 8′ |
| 3.        | Hohlflöte | 8′ |
| 4.        | Oktave    | 4′ |

| II. Manual |            |    |
| 9.         | Salicional | 8′ |
| 10.        | Gedackt    | 8′ |
| 11.        | Fl. d.     | 4′ |

| Pedal |         |     |
| 15.   | Subbass | 16′ |

Nach dem Umbau von 1941 durch Alexander Schuke Potsdam Orgelbau hat sie folgende Disposition:
| I. Manual |            |       |
| 1.        | Gedackt    | 8′    |
| 2.        | Prinzipal  | 4′    |
| 3.        | Blockflöte | 2′    |
| 4.        | Mixtur 4f. | 1 ⁄3′ |

| II. Manual |            |    |
| 9.         | Quintadena | 8′ |
| 10.        | Nachthorn  | 4′ |
| 11.        | Prinzipal  | 2′ |

| Pedal |         |     |
| 15.   | Subbass | 16′ |

Im Jahr 1994 reparierte und wartete die Orgelbaufirma Ulrich Fahlberg aus Eberswalde die Orgel.
Folgende Organisten sind in der Kirchenchronik belegt:
| Jahr           | Organist                                                     | Chorleiter                                                   | Bemerkung                                                    |
| -------------- | ------------------------------------------------------------ | ------------------------------------------------------------ | ------------------------------------------------------------ |
| Juni 1907–1919 | Kantor Albert Lehrer Röhe (auch Roehe)                       | Kantor Albert Lehrer Röhe (auch Roehe)                       | erster Organist in Hohen Neuendorf                           |
| 07.11.1926     | Orgelbegleitung Herr Heinz Brandt                            | Chormeister Lobeth                                           | Erwähnung in Bericht über die Einführung von Pfarrer Rosenau |
| vor 1936       | Herr von Pönickau                                            | Herr Wappenhans                                              |                                                              |
| 1936–1940      | Herbert Beuerle                                              | Herbert Beuerle                                              |                                                              |
| 1940–1945      | Liselotte Beuerle                                            | Liselotte Beuerle                                            |                                                              |
| 1945–1952      | Rosemarie Burkhardt                                          | Rosemarie Burkhardt                                          | Diakonieschwester                                            |
| 1952–1956      | Diakon Wilfried Lemke, Ekkehard Runge, Christa Gehlhar       | Diakon Wilfried Lemke, Ekkehard Runge, Christa Gehlhar       | Übergangszeit                                                |
| 1956–1973      | Christa Gehlhar (später Rennert)                             | Christa Gehlhar (später Rennert)                             | Anstellung als C-Kirchenmusikerin                            |
| 1973/74–2005   | Lothar Schrape                                               | Landesposaunenwart Johannes Winter (+ Posaunenchor)          |                                                              |
| seit 2006      | Christian Ohly (+ Posaunenchor) + Kinderchor (ab 30.08.2007) | Christian Ohly (+ Posaunenchor) + Kinderchor (ab 30.08.2007) | Kinderchor seit 07/2021 von Kantorin Gudrun Heinsius         |

## Geläut
Die ursprünglichen Glocken wurden von Voß und Sohn in Stettin gegossen. Am 10. April 1908 beschloss der Kirchengemeinderat, drei statt der vorgesehenen zwei Glocken zu beschaffen, diese wurden erstmals am 30. September 1908 zur Probe geläutet. Im Jahr 1917 wurden sie kriegsbedingt eingeschmolzen. Im Jahr 1928 erhielt das Kirchengebäude neue Bronzeglocken, von denen die zwei größten 1942 wieder zu Kriegszwecken abgeliefert werden mussten. Erst 13 Jahre später, im Jahr 1955, wurden sie durch Gussstahlglocken ersetzt.
Damit sie noch in großer Entfernung zu hören sind, hat die Glockenstube im Turm auf allen vier Seiten Schallöffnungen in den rundbogigen Fenstern. Die Glocken hängen in einem hölzernen Glockenstuhl.
Das Läuten erfolgt mittels Läutwerk mit Radtrieb, ein Läuten von Hand ist nicht mehr möglich.
| Nr. | Bild            | Gussjahr | Gießer, Gussort                                    | Material   | Masse (kg) (c) | Schlag-ton (c) | Inschrift Ostseite            | Inschrift Nordostseite                                         | Inschrift Westseite               | Inschrift Südwestseite                            |
| --- | --------------- | -------- | -------------------------------------------------- | ---------- | -------------- | -------------- | ----------------------------- | -------------------------------------------------------------- | --------------------------------- | ------------------------------------------------- |
| 1   | große Glocke    | 1955     | Glockengießerei Schilling & Lattermann, Apolda (a) | Stahlguss  | 680            | a'             | Ehre sei Gott in der Höhe     | †                                                              |                                   | 1955                                              |
| 2   | mittlere Glocke | 1955     | Glockengießerei Schilling & Lattermann, Apolda (a) | Stahlguss  | 250            | d"             | Und Friede auf Erden          | †                                                              |                                   | 1955                                              |
| 3   | kleine Glocke   | 1928     | Carl Voß und Sohn, Stettin                         | Bronzeguss | 190            | c"             | Den Menschen ein Wohlgefallen | 1917 Dem Vaterland in schwerer Zeit geopfert Erneuert 1928 (d) | Lasset die Kindlein zu mir kommen | Gegossen von C. Voß u. Sohn, Stettin No. 340J (b) |

## Gemeindeleben
Am 1. Oktober 1962 erfolgte ein Zusammenschluss der evangelisch-lutherischen Kirchengemeinde Hohen Neuendorf mit der ebenfalls evangelisch-lutherischen Gemeinde Stolpe zu einer neuen Kirchgemeinde. Sie gehört zum Kirchenkreis Berlin Nord-Ost im Sprengel Berlin der Evangelischen Kirche Berlin-Brandenburg-schlesische Oberlausitz. Die Gemeinde besteht aus 100 Mitgliedern aus Stolpe und 2500 aus Hohen Neuendorf (Stand: 28. Mai 2014). Gemeinsam werden ein Kirchen- und ein Posaunenchor unterhalten. Einen Chor der evangelischen Gemeinde Hohen Neuendorf gibt es bereits seit 1907.
Jeden Sonntag um 10:30 Uhr findet in der Kirche ein Gottesdienst statt. Für Interessierte steht das Gotteshaus als „offene Kirche“ mittwochs und samstags offen.
Die Pfarrer der Kirche waren:
| Jahr                                             | Name                | Bemerkung                                                        |
| ------------------------------------------------ | ------------------- | ---------------------------------------------------------------- |
| 1909–1920                                        | Richard Lehmann     | aus der Kirche Birkenwerder abgestellt                           |
| 1920 wurde Hohen Neuendorf eine eigene Parochie. |                     |                                                                  |
| 1920–1926                                        | Johannes Magerstädt | erster Pfarrer in Hohen Neuendorf, Vater von Johannes Magerstädt |
| 1926–1966                                        | Hugo Rosenau        | Vikare/Hilfsprediger u. a.: Schulz, Dorau, Koppenhagen, Forgber  |
| 1966–1968                                        | Bake                | aus der Kirche Birkenwerder als Vakanzverwalter                  |
| 1968–1987                                        | Christoph Hoppe     |                                                                  |
| 1987–1989                                        | Renate Vogel        | aus der Kirche Stolpe als Vakanzverwalter                        |
| 1989–1998                                        | Fred Bormeister     |                                                                  |
| 1998–1999                                        | Renate Vogel        | aus der Kirche Stolpe als Vakanzverwalter                        |
| 1999–2000                                        | Bettina Dusdal      |                                                                  |
| seit 2001                                        | Volker Dithmar      |                                                                  |